# Pseudopohlia microstoma
Pseudopohlia microstoma är en bladmossart som beskrevs av U. Mizushima 1971. Pseudopohlia microstoma ingår i släktet Pseudopohlia och familjen Bryaceae. Inga underarter finns listade i Catalogue of Life.